# 上杉純也
上杉 純也（うえすぎ じゅんや、1968年 - ）は、日本のフリーライター。和歌山県出身。早稲田大学卒業。

## 略歴
雑誌編集者を経て、フリーライターに転向。2000年頃からテレビドラマの研究本を相次いで出版。また高校野球に詳しく、ツイッターのminoshima1979は箕島対星稜延長18回に因んでいる。プロ野球では中日ドラゴンズのファンである。
近年では週刊誌にて「女子アナ評論家」もしくは「女子アナウォッチャー」の肩書きで執筆することがある。評論といっても技術ではなく、バラエティ番組などでの失言に対する揚げ足取りに終始している。また女子アナといっても在京キー局の30代までの女性アナウンサーに限られている。なお上杉が好きな女性アナウンサーは竹内香苗で、竹内が『サンデージャポン』のアシスタントになった際にはVTRでコメントを寄せている。
文中に（笑）を多用するのが特徴。

## 著書
- ケイゾク／雑誌（小林淳一・相田冬二・木村立哉ほか共著・ぴあ、2000年）
- トリック完全マニュアル（光進社、2000年）
- テレビドラマの仕事人たち（高倉文紀と共著・KKベストセラーズ、2001年）

## 連載
- エンタメ（徳間書店）
- フライデー